# 100 (getal)
100 (honderd) is het natuurlijk getal dat na 99 en voor 101 komt. De Romeinen schreven hiervoor een C, een afkorting van Centum.

## In de wiskunde
Honderd is een Harshadgetal.
Honderd is de som van de eerste negen priemgetallen, 2 + 3 + 5 + 7 + 11 + 13 + 17 + 19 + 23.
Honderd is het kleinste positieve gehele getal dat niet meer met twee decimale cijfers te schrijven is.
Honderd is het kwadraat van 10. Een bijzonderheid is dat deze bewering geldt in elk talstelsel:
- 10binair × 10binair = 100binair
- 10octaal × 10octaal = 100octaal
- 10decimaal × 10decimaal = 100decimaal
- 10hex × 10hex = 100hex

Het SI-prefix van honderd is hecto (h).
Delen van een geheel worden vaak afgemeten aan een op honderd gestelde referentiewaarde. We spreken in dat geval van een percentage (naar het Frans pour cent: 'per honderd').
Bij het hanteren van de (minder bekende) gon komen 100 decimale graden overeen met een rechte hoek.

## Op andere gebieden
Honderd is ook:
- het atoomnummer van Fermium (Fm).
- het aantal jaren in een eeuw.
- (bij afronding) het aantal graden Celsius waarbij water bij een luchtdruk van 1,0 atmosfeer zijn kookpunt bereikt.
- in België is het nummer 100 het oude alarmnummer voor dringende brandweer- of medische hulp dat een beller doorverbindt met een Noodcentrale 112.
- Nummer 100 is een verhulde aanduiding van het toilet.
- 100 procent betekent geheel of helemaal af.
- een waarde uit de E-reeksen E3, E6, E12, E24, E48, E96 en E192.
- 100 meter is de kortste sprintwedstrijd tijdens het hardlopen.
- het aantal gram in een ons.
- het aantal centen in een voormalige Nederlandse gulden.
- het aantal eurocent in een euro.
- het aantal are in een hectare.
- het aantal jaren dat wordt aangeduid bij een ivoren jubileum.
- de maximumsnelheid in km/uur op een groot aantal autowegen.
- de vergrotingsfactor die wordt aangeduid door 20 decibel.
- een streek in de Nederlandse gemeente Eemsdelta, zie Honderd (plaats).
- het aantal dagen dat het Honderddagenoffensief duurde in de Eerste Wereldoorlog.